# ウィリアム・スペアズ・ブルース
ウィリアム・スペアズ・ブルース（-・スピアーズ・-、英: William Speirs Bruce、1867年8月1日 - 1921年10月28日、エディンバラ王立協会員）は、スコットランドの博物学者、極圏科学者、海洋学者であり、スコットランド国営南極遠征隊を組織して指導し、サウス・オークニー諸島からウェッデル海を探検した（1902年-1904年）。数ある業績の中でも、南極圏で初の恒久的気象観測所を設立したことがある。ブルースは後にスコットランド海洋学研究所を設立したが、南極点を通って南極大陸を横断するという計画は、公的支援や財政的支援が無かったので放棄された。
1892年、ブルースはエディンバラ大学での医学の勉強を放棄し、南極海へのダンディ捕鯨遠征に科学助手として参加した。その後には北極海でノヴァヤゼムリャ、スピッツベルゲン島、フランツ・ジョゼフ・ランドに航海した。1899年、当時イギリスでは最も経験を積んだ極圏科学者であり、ロバート・スコットが隊長を務めるディスカバリー遠征に応募したが、その指名が遅れたこと、ならびに王立地理学会長クレメンツ・マーカム卿と衝突したことによって、ブルースが自ら遠征隊を組織することになり、イギリスの地理関連団体とは永遠に続く敵対関係になった。ブルースは極圏での働きで様々な表彰を受けた。例えばアバディーン大学からの名誉博士号であるが、ブルースもスコットランド国営南極遠征隊隊員も、権威ある極地メダルについて王立地理学会からの推薦を得られなかった。
1907年から1920年、科学と商業の両方の目的で、ブルースは北極圏に何度も旅した。スコットランド国営南極遠征の後には大きな探検事業を仕掛けることができなかったことは、宣伝技術の無さ、強力な敵の存在、さらにブルース自身の熱烈なスコットランド国粋主義の性とされている。1919年までに健康が衰え、1921年に死するまでに何度か病院に入院した。死後はほとんど忘れられた存在となった。近年、スコットランド国営南極遠征から1世紀が経って、科学的極圏探検の歴史におけるその役割に十分な認識を与える動きが行われている。

## 初期の経歴

### 生い立ちと学校教育
ウィリアム・スペアズ・ブルースは1867年8月1日に、ロンドンで生まれた。父はスコットランド人の医師サミュエル・ノーブル・ブルース、母はウェールズ出身のメアリー（旧姓ロイド）であり、その4番目の子供だった。ブルースのミドルネームであるスペアズは一族の別の系列から来ていた。その綴りは通常の"Spiers"とは異なって特徴があり、記者、批評家、伝記作者には問題を引き起こしていた。ブルースの子供時代は、ロンドンのホランドパーク、ロイヤル・クレセント18にあった家族の家で過ごし、祖父のウィリアム・ブルース牧師の後見を受けた。近くにあるケンジントン・ガーデンズを定期的に訪れ、時にはロンドン自然史博物館に行った。父のサミュエル・ノーブル・ブルースに拠れば、このような外出行動が幼いウィリアム・ブルースの生命と自然に対する興味に火をつけた。
1879年、ブルースが12歳のときに、ノーフォークのノースエルマンの村にある進歩的な寄宿制学校であるノーフォーク郡学校（後のワッツ海兵学校）に送られた。1885年までそこに留まり、その後にハムステッドのユニバーシティ・カレッジ・スクールで2年間を過ごし、ユニヴァーシティ・カレッジ・ロンドンの医学校に入るための入学試験の準備をした。ブルースは3度目の挑戦で試験に合格し、1887年夏には医学の勉強を始める準備ができた。

### エディンバラ
1887年夏、ブルースは北のエディンバラに旅し、博物学の一組の余暇コースに出席した。その6週間のコースはフォース湾のグラントンに設立されたばかりのスコットランド海洋ステーションで開催され、パトリック・ゲデスとジョン・アーサー・トムソンが指導し、植物学や実践的動物学が含まれていた。このグラントンでの経験と、当時最前線の博物学者と接したことで、ブルースはスコットランドに留まる決心をした。ユニヴァーシティ・カレッジ・ロンドンの籍は放棄し、エディンバラ大学の医学校に入学した。このことでゲデスやトムソンのような庇護者との接触を維持でき、自由な時間はエディンバラ研究所で働く機会も得られた。そこでは、チャレンジャー号探検航海（1872年-1876年）から持ち帰られた標本が検査され、分類されていた。ブルースはここでジョン・マレー博士とその助手であるジョン・ヤング・ブキャナンの下で働き、海洋学について深い知識を取得し、科学的調査の原則については貴重な体験をした。

## 最初の航海

### ダンディ捕鯨遠征

典型的セミクジラの大きさを示すイラスト、人の大きさと対比させてある

1892年から1893年のダンディ捕鯨遠征は、南極海でのセミクジラの生息域を突き止めて、その商業捕鯨の可能性を調査する試みだった。科学的観測と海洋学の研究も、バリーナ、アクティブ、ダイアナ、ポーラースターという4隻の捕鯨船で行われた。ブルースはヒュー・ロバート・ミルからこの遠征に推薦された。ミルはグラントンの時から知り合いであり、当時はロンドンの王立地理学会の司書をしていた。それに参加することは、医学の勉強ができなくなることだったが、ブルースは躊躇せず、助手のウィリアム・ゴードン・バーン・マードックと共に、アレクサンダー・フェアウェザー船長の下にバリーナで任務に就いた。4隻の船は1892年9月6日にダンディを出港した。
ブルースは、比較的短い遠征後の1893年5月にスコットランドに戻った。この遠征は主目的からいうと失敗であり、科学的作業については限られた機会しか得られなかった。セミクジラは見つからず、遠征の損失を少なくするために大量のアザラシの殺戮が命ぜられ、皮、油、脂肪が確保された。ブルースはその殺戮に加わると期待されたので、特に不快だった。この航海から得られた科学的成果は、ブルースの言い方で「惨めなショー」だった。ブルースが王立地理学会に宛てて書いた手紙では、「マスター（フェアウェザー船長）の総体的態度は科学的な仕事にとって好ましい状態とははるかに遠いものだった」と記していた。ブルースは海図に接することも拒否され、現象の起こっている正確な場所も特定できなかった。気象学など観測を行う場合には「ボートで」行うことを求められ、標本を作るために如何なる設備も宛がわれず、標本の多くは乗組員の不注意な取り扱いによって失われた。それでも、王立地理学会に宛てた手紙の最後には「これら全ての挫折にも拘わらず、有益で喜ばしい経験となったものに私を助けてくれたことで、学会に感謝しなければならない」と締め括っていた。ミルに宛てた手紙では、南極に再度行きたいことを説明し、「今回味わったことが私を貪欲にした」と付け加えていた。
ブルースは数か月の内にサウスジョージアに向けた科学的遠征の提案を行ったが、王立地理学会はその計画を支持しなかった。1896年初期、ノルウェーのヘンリク・ブルとカルステン・ボルクグレヴィンクと協力して、南磁極に到達する試みを検討した。これも実現には至らなかった。

### ジャクソン＝ハームズワース遠征
1895年9月から1896年6月、ブルースはベン・ネビス山山頂の気象観測所で働き、科学的手続きや気象観測機器に関してさらに経験を深めた。1896年6月、再度ミルの推薦で、その地位を離れてジャクソン＝ハームズワース遠征に加わった。その遠征は北極海のフランツ・ジョゼフ・ランドで3年目に入っていた。フレデリック・ジョージ・ジャクソンが率いており、新聞界の大立者アルフレッド・ハームズワースが資金を出して、1894年にロンドンを出港していた。20年前にオーストリアの遠征隊が発見したが、まだ適切な地図ができていなかったフランツ・ジョゼフ多島海の詳細な測量を行っていた。ジャクソン隊は、多島海の諸島では最も南のノルトブルク島のケープ・フローラに基地を置いていた。遠征船ウィンドウォードが定期的に往復して物資を補給しており、ブルースもその船で1896年6月9日にロンドンを出港した。

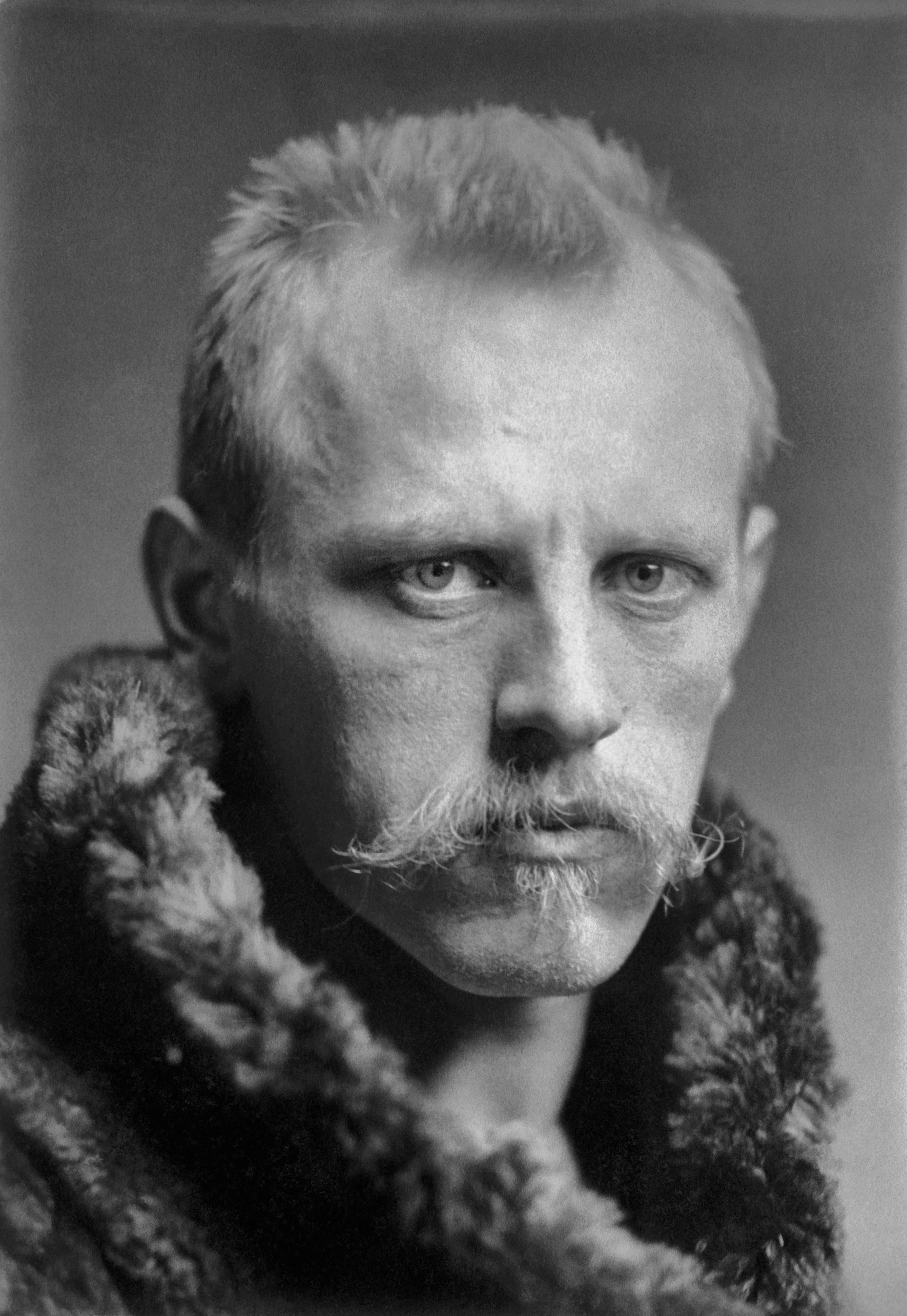
フリチョフ・ナンセン

ウィンドウォードは7月25日にケープ・フローラに到着した。ブルースは、ジャクソンの遠征隊に加えて、思いがけずフリチョフ・ナンセンとその仲間であるイェルマー・ヨハンセンを見つけた。この2人のノルウェー人は、北極点に向けてその船であるフラム号を離れてから1年間以上、氷の上で生活してきていた。数千平方マイルある北極海で人が住んでいる地点に来るという、全くの偶然だった。ブルースはナンセンに会ったことをミル宛ての手紙に書いており、その著名なノルウェー人と知り合いになれたことは、将来的に多くの忠告や激励を得られることになった。
ブルースは、ケープ・フローラにいた間に、大変な気象条件になることが多かった中で、約700種の動物学的標本を集めた。ジャクソンに拠れば、「温度計がセロ点以下に下がった中で、氷のように冷たい水に手を出すのは楽しい仕事ではなく、また夏に雪とぬかるみと泥の中を動物を探して何マイルもトボトボ歩くのは大変だったが、ブルース氏がそれをやっていた。」と記していた。ジャクソンはノルトブルク島の北端、座標で北緯80度55分にある岬をケープ・ブルースと名付けた。ジャクソンは、ブルースが自ら集めた標本について所有者としての態度をとることに不満だった。ブルースは遠征隊の他の発見物と共にそれらを大英博物館に預けることを拒否した。この「科学的うぬぼれに向かう傾向」と対人関係を良くする技術の欠如とが、ブルースの性格的欠陥であり、その後の人生でも災いすることがあった。

### 北極海航海

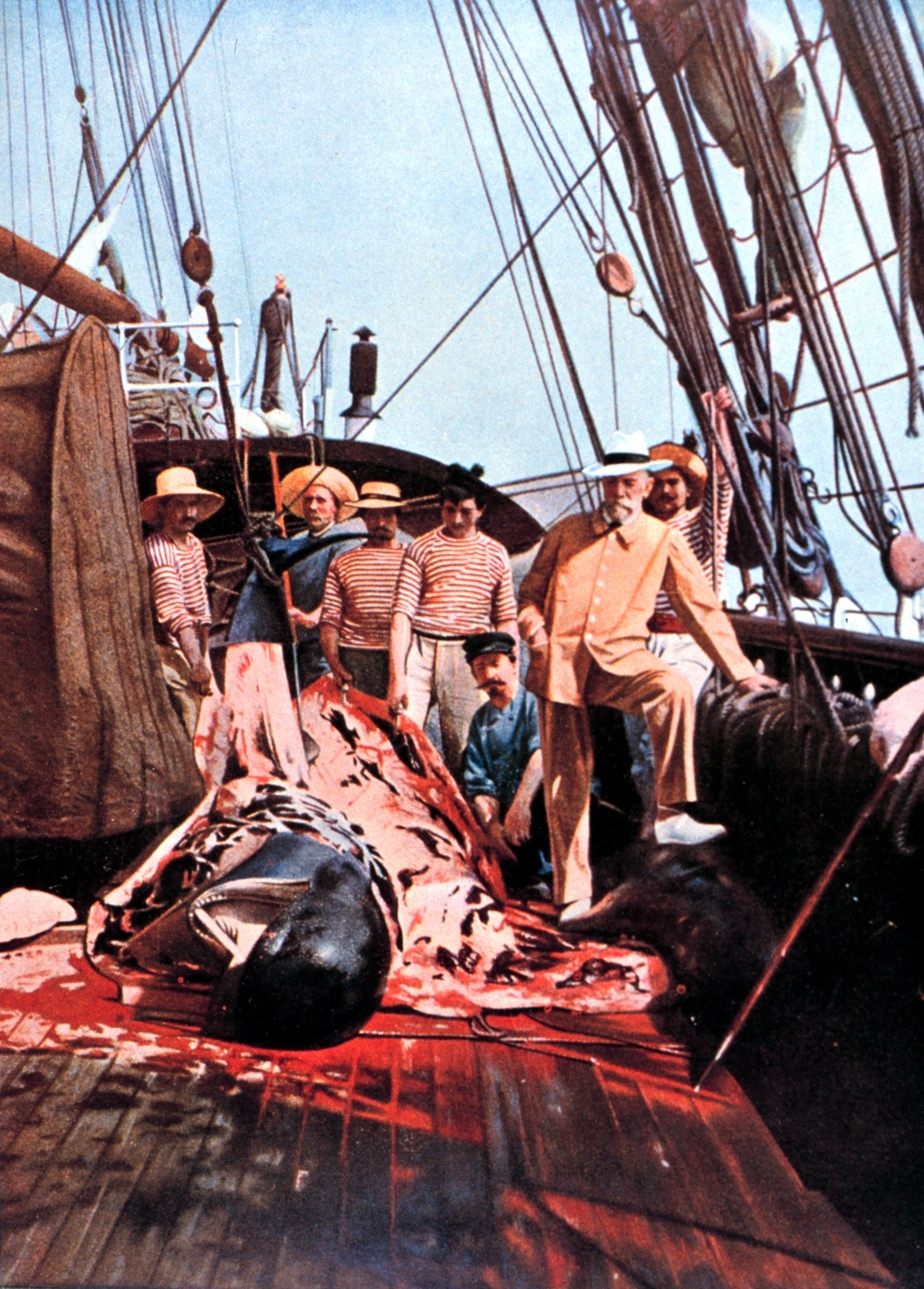
プリンセス・アリス甲板のアルベール1世、手前は解体されたクジラ

ブルースはフランツ・ジョゼフ・ランドから戻ると、エディンバラで元の庇護者ジョン・アーサー・トムソンの助手として働き、ベン・ネビス測候所の仕事も再開した。1898年3月、民間のヨットブレンカスラで、アンドリュー・コーツ少佐が行うノヴァヤゼムリャとスピッツベルゲン島周辺の北極海での狩猟航海に加わるよう誘われた。この誘いは当初、王立地理学会から休暇を取得できなかったミルからだったが、再度ブルースを代理として提案された。アンドリュー・コーツは羽振りの良い製糸産業のコーツ家の一員であり、ペイズリーにはコーツ天文台を設立していた。ブルースは1898年5月に、ノルウェーのトロムソでブレンカスラに乗り、その後はバレンツ海を探検し、ノヴァヤゼムリャの双子島、コルグエフ島と進み、その後北東ノルウェーのヴァードーに戻って、スピッツベルゲン島に行くための物資を補給した。ミルに宛てた手紙で、ブルースは「これは純粋にヨットの巡航であり、人生は贅沢である」と報告していた。しかしその科学的作業は衰えることなく、「私は気象観測と海面温度の計測に4時間を使っている。...ブキャナンの比重計で塩分濃度を調べ、私の引網はほぼいつも働いている」と記していた。
ブレンカスラはスピッツベルゲンに向かったが、氷に阻まれたのでトロムソに引き返した。そこでは調査船のプリンセス・アリスと遭遇した。その船は、指導的海洋学者であるモナコ大公アルベール1世のために建造されたものだった。ブルースは大公がプリンセス・アリスでスピッツベルゲン近くでの水界地理学の調査にブルースを招待したのでブルースは喜んだ。プリンセス・アリスはスピッツベルゲン本島の西岸を北上し、アドベントフョルデンやスメーレンブルクを訪れた。その航海の最終段階で、ブルースは航海の科学観測の任務を与えられた。
ブルースは次の夏にもアルベール大公からスピッツベルゲンへの海洋学的巡航に加わるよう誘われた。北緯80度にあるレッド湾で、ブルースがその地域の最高峰に登山し、大公がその栄誉を称えて「ベン・ネビス」と名付けた。プリンセス・アリスが水中の岩礁に座礁して立ち往生したとき、アルバート大公は船が脱出できないかもしれないと考え、ブルースに冬季宿営の準備を始めるよう指示した。幸運にもプリンセス・アリスが浮きあがて脱出でき、修繕のためにトロムソに戻ることができた。

## 結婚と家族生活
1899年秋にスピッツベルゲンから戻ったブルースがどのように就職したかわ明らかでない。その人生全体を通じてサラリーマンとして落ち着いていたのは稀であり、庇護者に頼るか、影響力ある知人に一時的な職を探して貰っていた。1901年初期、ブルースは明らかに結婚できる見込みに溢れていた。花嫁はジェシー・マッケンジーであり、サミュエル・ノーブル・ブルースのロンドン病院で看護師を務めていた。ブルースの秘密を保持したがる性格によって、親密な友人や仲間の間ですら結婚の、正確な日取り、式場、など正しい情報が、その伝記作者によって記録されていない。しかし、その結婚はもはや明らかになった。結婚予告の後、1901年1月26日、ニグのロス通りとクロマティ通り、チャペルヒル・ユナイテッド・フリー教会での挙式だった。ブルースはその職業を博物学者と動物学者とし、MRCS外科医サミュエル・ノーブル・ブルースの息子、初婚だとし、ジェシーは未婚女性、仕立て屋マスターの故アレクサンダー・マッケンジーの娘としていた。ブルースの住所はエディンバラ市、ポートベロ、ジョッパ道路17とし、ジェシーはニグのチャペルヒルとしており、立会人の一人であるイザベラ・マッケンジーは、ニグはジェシーの家がある教区だとしている。
ブルース夫妻はエディンバラの海岸郊外部ポートベロに居を構えた。これはその地域で一連の住居表示を定めた最初のものだった。1902年4月に息子のエイリアム・アラステア・ブルースが生まれ、その7年後に娘のシェイラ・マッケンジーが生まれた。この期間にブルースはスコットランド・スキークラブを設立し、その初代会長になった。エディンバラ動物園の共同設立者の1人でもあった。
ブルースが探検家としての人生を選んだこと、収入源が定かでなかったこと、さらに長期にわたって家を留守にしたことは全てこの結婚生活にも大きな歪を生じさせ、1916年頃には疎遠になった。しかし、ブルースが死ぬ時まで同じ家に住み続けた。息子のエイリアムは商船海軍の士官になり、偶然にもスコティアという名前の漁業調査船の船長になった。

## スコットランド国営南極遠征

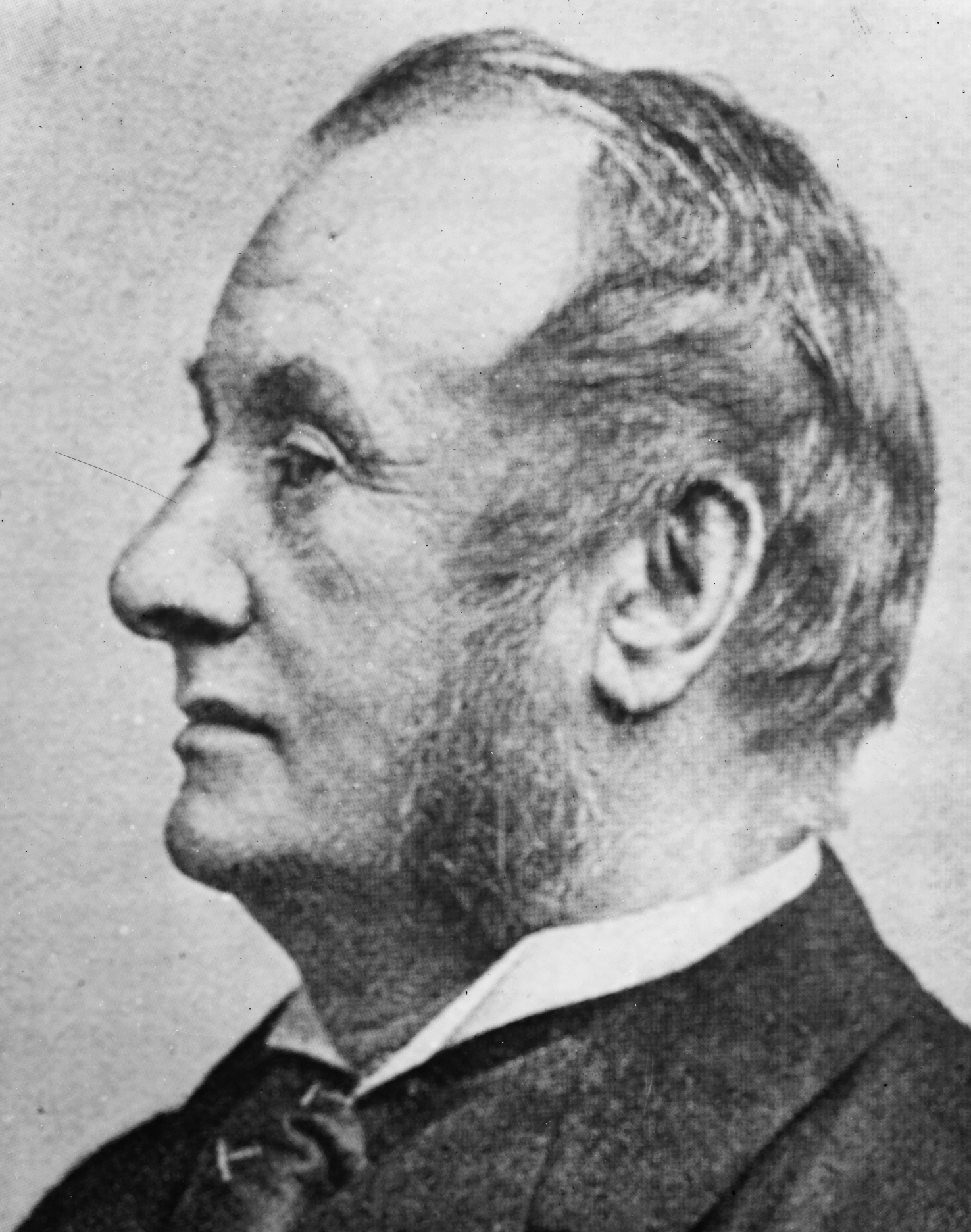
クレメンツ・マーカム卿、王立地理学会長

### マーカムとの論争
1899年3月15日、ブルースは王立地理学会のクレメンツ・マーカム卿に手紙を送り、当時計画の初期段階にあった国営南極遠征の科学者スタッフに自分を売り込んだ。マーカムの返事は要領を得ない一行だけの確認であり、その後一年間ブルースは何も答を得られなかった。その後、間接的ではあるが、科学者助手のポストに応募するよう告げられた。1900年3月21日、ブルースはマーカムに一年前に応募したことを思い出させ、そのときの考えを「私はイギリスの2番目の船を用意できるほどの資金を集められるとは期待していない」と表明することになった。その数日後には続けて、2番目の船の資金は確保されたと報告し、初めて「スコットランド遠征」という言葉を使っていた。これがマーカムに警告となり、幾らかの怒りを込めて、「そのようなやり方は遠征に対して最も悪い影響を与えるものである。...2番目の船は全く必要ない。...なぜこのような誤ったライバル関係が始まったのか理解できない。」という返事がきた。ブルースはその返書で、ライバル関係を否定し、「もし私の友人が私の計画を遂行するために金をくれる用意があるというなら、それを受け取らない方はない。...2番目の船が非常に望ましいと考える人々が何人かいる。」と伝えた。怒りが静まらないマーカムは「貴方が（国営南極遠征隊に）指名されるよう最善を尽くしていたので、貴方が少なくとも私に相談せずにそのような段階を踏まないと考える権利がある。」と回答した。さらに「貴方は自分の計画を実行するために国営遠征をダメにしようとしている」とも付け加えた。
ブルースはこれに正式な返書を送り、スコットランドで集めた資金は他のプロジェクトには提供されないと伝えた。その後1901年2月にマーカムから短い和解の手紙が届いた以外、この二人の間にそれ以上の交信はなかった。マーカムは「私は今、貴方の見解から物事を見られる。貴方の成功を願う」と伝えており、その後のスコットランド遠征隊に対するマーカムの態度には反映されない感傷的なものだった。

### スコティアの航海

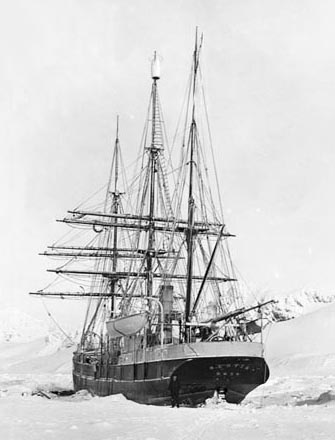
スコティア、ローリー島で停泊中、1903年

ブルースはコーツ家からの財政支援があり、ノルウェーの捕鯨船ヘクラを取得し、それを南極観測船に改装して、スコティアと改名した。続いて全てスコットランド人の乗組員と科学チームの要員を指名した。スコティアは1902年11月2日にトルーンを出港し、南極海に向かった。ブルースはウェッデル海四半分で、「南極点にできる限り近い」ところに冬季宿営地を設けるつもりだった。1903年2月22日、船は南緯70度25分に達したが、氷が厚くてそれ以上進めなかった。サウス・オークニー諸島のローリー島まで引き返し、そこで越冬した。科学観測プログラムの一部として、気象観測所のオーモンドハウスが建設された。
1903年11月、スコティアは修繕と物資補給のためにブエノスアイレスまで戻った。アルゼンチンにいる間にブルースはオーモンドハウスがアルゼンチンの支配下で恒久的な気象観測所となるよう、アルゼンチン政府と交渉を行った。その基地はその後オルカダス基地と改名され、継続的に運営が続けられており、南極では最長の気象記録を提供している。1904年1月、スコティアは再度南に向かい、ウェッデル海を探検した。3月6日、ウェッデル海の東部境界の一部に新しい陸地が視認された。ブルースはこの遠征の主要な出資者となってくれたコーツ家にちなみその陸地をコーツランドと名付けた。3月14日、南緯74度1分で氷に閉じ込められる危険性があり、北に転じた。その後はケープタウンを経てスコットランドまでの長い航海は1904年7月21日に完成した。
この遠征は、動物、海洋生物と植物の大量の標本を集め、広範な水理地理学、磁気学、気象学の観測を行った。100年後に、この遠征隊の仕事は「現代の気候変化研究の基礎を築いた」と認められた。またその実験的仕事によって、地球上のこの部分が世界の気候にとって大変重要であることも認められた。海洋学者トニー・ライスに拠れば、当時の南極遠征のどれよりも包括的な計画を実行したと言っている。しかし、当時のイギリス国内での受け取られ方は比較的大人しかった。学術分野ではその業績を称賛されたが、ブルースはその科学的な成果を出版するための資金集めに苦しみ、また全国的な認知がないことについてはマーカムを非難した。

## 遠征後の時代

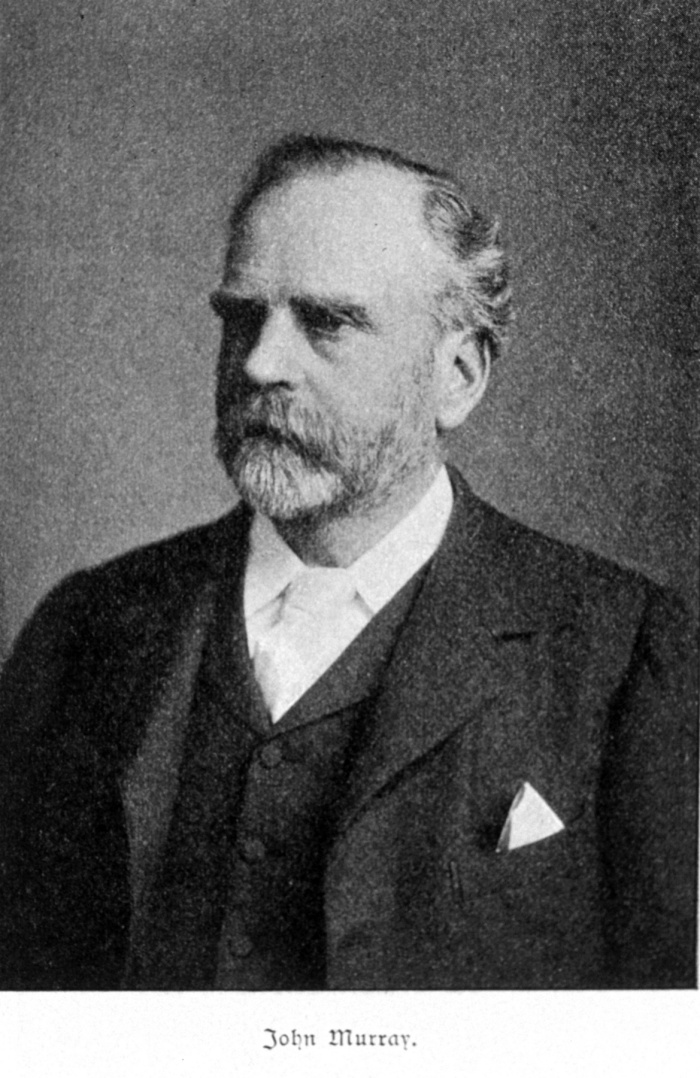
ジョン・マレー、ブルースの初期庇護者

### スコットランド海洋学研究所
ブルースの標本コレクションは、北極と南極の10年間以上の旅で集められたものであり、恒久的な保管所を必要とした。ブルース自身もスコティアの航海の詳細な科学的報告書の出版準備をするために、基地を必要としていた。エディンバラのニコルソン通りに建物を取得し、そこに研究所と博物館を作って、スコットランド海洋学研究所と名付け、将来的にスコットランド国立海洋学研究所とする大望があった。公式には1906年にアルバート大公によって開所された。
ブルースはこの建物の中に、気象学と海洋学の装置類も収容し、将来の遠征に備えた。そこではナンセン、シャクルトン、ロアール・アムンセンなど、仲間の探検家とも会った。しかしその主要な任務は、スコットランド国営南極遠征の科学的報告書を準備する計画の推進だった。これには多額の費用がかかり、またかなり遅れたまま、1907年から1920年の間に出版されたが、1巻のみすなわちブルース自身の日誌は、再発見された後の1992年になって出版された。ブルースは、1839年から1843年にジェイムズ・クラーク・ロスと共に南極に旅していたジョセフ・ダルトン・フッカー卿など専門家との文通を幅広く維持していた。ブルースはその短い著作『極地探検』をフッカーに献呈した。
1914年、さらに恒久的な収容施設を見つける方向で検討が始まった。これにはブルースの収集品と、その年に亡くなった海洋学者ジョン・マレー卿のチャレンジャー号の標本と図書が対象だった。ブルースは新しい会館をマレーの記念に創設すべきと提案した。その提案には全会一致の賛成があったが、そのプロジェクトは戦争の勃発によって妨げられ、復活されることはなかった。スコットランド海洋学研究所は1919年まで運営されたが、この年にブルースが健康を害し、閉鎖を余儀なくされた。その収集品はスコットランド博物館、王立スコットランド地理学会、およびエディンバラ大学に分散保管された。

### さらなる南極遠征計画
1910年3月17日、ブルースは王立スコットランド地理学会に、新しいスコットランド南極遠征の計画を提出した。その計画はコーツランドの中あるいは近くで越冬する隊を想定し、一方で船は大陸の反対側ロス海にも別のグループを運ぶこととしていた。2年目にコーツランドの隊が大陸を徒歩で横切って南極点を通過し、ロス海の隊が南に進んでコーツランド隊と落ち合い帰還を支援することになっていた。この遠征では広範な海洋学など科学的研究も遂行することになっていた。総費用は約5万ポンド（2014年換算で445万ポンド）と推計していた。
王立スコットランド地理学会はこの提案を支持し、またエディンバラ王立協会、エディンバラ大学、その他スコットランドの機関も同様だった。しかし、タイミングが悪かった。ロンドンの王立地理学会はスコット大佐のテラノバ遠征に掛かりきりであり、ブルースの計画に何の興味も示さなかった。裕福な資金提供者も出てこなかった。資金的裏付けを求めて政府に対して執拗に強力なロビー活動を行ったが、無駄だった。ブルースはいつも通り、その努力が年寄りだが今も影響力を持つマーカムに邪魔されていると疑った。最終的にその計画は実現できないことを認め、アーネスト・シャクルトンへの寛大な支持と助言に切り替えた。シャクルトンはブルースの計画に類似した帝国南極横断探検隊の計画を1913年に発表した。シャクルトンは政府から1万ドルを受け取っただけでなく、民間からも多額の寄付を集めた。その中にはスコットランドの工業資本家ダンディのジェイムズ・ケアード卿からの24,000ポンドも入っていた。
シャクルトンの遠征は英雄的な冒険だったが、その主目的である南極大陸横断には完全に失敗した。1916年にその遠征隊の救援が必要になったときに、ブルースは救援委員会から相談を受けなかった。ブルースは「私自身は、ツィードの北にあるので、彼らは死んでると思ったに違いない」と記していた。

### スコットランド・スピッツベルゲン・シンディケート

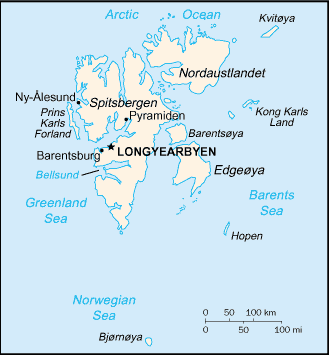
スピッツベルゲン多島海(現スヴァールバル諸島)、プリンス・カール・フォーランド島、バレンツ島、 エッジ島が見られる

1898年と1899年にアルバート大公とスピッツベルゲンを訪れたとき、ブルースは石炭、石膏の存在を見破り、おそらく石油もあると考えた。1906年と1907年の夏、ブルースは再度大公と共にこの多島海に行った。その主目的はプリンス・カール・フォーランド島の測量と地図化であり、この島は以前の航海のときには上陸していなかった。ここでブルースはさらに石炭の鉱脈を発見し、鉄鉱脈の兆候も見つけた。1909年7月、ブルースは鉱物探査会社スコットランド・スピッツベルゲン・シンディケートを設立した。
当時、国際法では、スピッツベルゲンは「無主地」と見なされており、鉱業権や採掘権は登録さえすれば確立された。ブルースのシンディケートは、この地域の中でもプリンス・カール・フォーランド島と、バレンツ島、 エッジ島に所有権を登録した。1909年夏、4,000ポンド（目標額6,000ポンド）が、詳細探査遠征の費用を賄うために投資された。これにはチャーターした船と科学チーム全体が入っていた。しかしその結果は「失望させられる」ものであり、その航海でシンディケートの資金のほとんど全てを吸収してしまった。
ブルースはその後1912年と1914年の2度スピッツベルゲンを訪れたが、第一次世界大戦の勃発のためにそれ以上の開発はできなかった。しかし1919年初期、昔のシンディケートが、より大きく財政の裏付けのある会社に変わった。ブルースは石油を発見することを大いに期待したが、1919年と1920年の科学調査ではその存在を確定できず、新しく石炭と鉄鉱石の鉱脈が発見されたに留まった。この後でブルースは重病になり、関与が続けられなくなった。新しい会社はこの将来有望な事業にその資本の大半をつぎ込み、様々に所有者が変わって1952年まで存在し続けたものの、採鉱から利益を出したという記録は無い。その資産と権利はあるライバル会社に買収された。

## その後の人生

### 極地メダルの保留
ブルースはその生涯を通じて多くの表彰を受けた。1904年には王室スコットランド地理学会の金メダル、1910年には王立地理学会の金メダル（パトロンズ・メダル）、1913年にはニール賞と王立エディンバラ協会のメダル、1920年にはアメリカ地理学会のリビングストン・メダルを受けた。またアバディーン大学からは名誉博士号を受けた。しかしこれらの栄誉があっても、王立地理学会の推薦に基づいて国王から渡される極地メダルの対象から外されたままだった。このメダルは20世紀初期のイギリスやその連邦の南極探検隊全ての隊員に授与されたが、スコットランド国営南極遠征隊は例外であり、メダルは保留された。
ブルースや彼に近い者達はこの件でマーカムを非難した。この件に関しては影響力を持つと考えられる人々に繰り返し提起された。スコティア航海の年代記編者で後にブルースの最初の伝記を書いたロバート・ラドモーズ・ブラウンは、1913年に王立地理学会長宛てに手紙を書き、このような無視は「スコットランドとその努力に対する軽視」であると記した。ブルースは1915年3月に王立エディンバラ協会長に手紙を書き、同会長はその返書で「マーカムは回答しなければならないことが多い」と同意していた。1916年にマーカムが死ぬと、ブルースは長い手紙を下院議員のチャールズ・プライスに送り、クレメンツ卿のブルースとスコットランド遠征隊に対する悪意を詳述し、自分の古い仲間たちのために心を震わせる嘆願で締め括っていた。「ロバートソンは受けて当然の白リボンなしに死にかけている。仲間は死んだ!! 一等機関士は死んだ!!! 皆が他の極地遠征に仕えた者達と同じ良き者達であり、それが白リボンをまだ受けていない。」この嘆願にも何の反応も無かった。
1世紀近く後に、この件がスコットランド議会で問題にされた。2002年11月4日、スコットランド議会議員マイケル・ラッセルが、スコットランド国営南極遠征100周年に関する動議を出した。その提案は、「ブルースが20世紀初期の極地科学遠征の中心人物の1人だったことを認め、ウィリアム・スペアズ・ブルース博士に極地メダルを死後授与するこを、極地メダル諮問委員会が推薦すべき」としていた。それにも拘わらず、2008年8月時点でメダル授与は行われていない。

### 晩年
1914年に第一次世界大戦が勃発した後、ブルースの鉱物探査事業は中断された。海軍本部への勤務を申し出たが指名を得られなかった。1915年、セーシェルに本拠を置く捕鯨会社から支配人とマネジャーの職を受け、そこで4か月を過ごしたが、その事業は失敗した。イギリスに戻ると、海軍本部に小さなポストをやっと確保できた。
ブルースはスコットランド国営南極遠征とイギリス遠征隊の待遇のはっきりした違いについて認知を求める活動を続けた。終戦になると、様々な利権を復活させようとしたが、健康が悪化し、その研究室も閉鎖するしかなくなった。1920年にはスピッツベルゲンに助言者の役割で旅したが、詳細な作業には参加できなかった。それから戻ると、エディンバラ王立病院、さらに後にはリバートン病院に入院させられ、1921年10月28日にそこで死んだ。その遺志に従い火葬にされ、遺灰をサウスジョージアに運んで、南極海で撒かれた。ブルースは収入が安定せず、概して金を持たなかったが、その資産は7,000ポンド（2014年評価額で27万ポンド）と評価された。

## 評価
ブルースの死後、長い友人で同朋だったロバート・ラドモーズ・ブラウンがブルースの父に宛てた手紙で、「彼の名前は世界の偉大な探検家の中に含まれ不滅である。また無私の科学に対する貢献への殉教者としてでもある」と記した。ラドモーズ・ブラウンの書いた伝記は1923年に出版され、同年、エディンバラの学識団体合同委員会が、若い極地科学者に与えるブルース記念賞を創設した。その後、ブルースの名前は科学界の中で尊敬され続けたが、ブルースとその功績は一般大衆から忘れさられた。極地の歴史と伝記の中では、スコットやシャクルトンのような重要人物の陰に隠れて、ブルースに関する記述があったとしても否定的で不正確なものである。

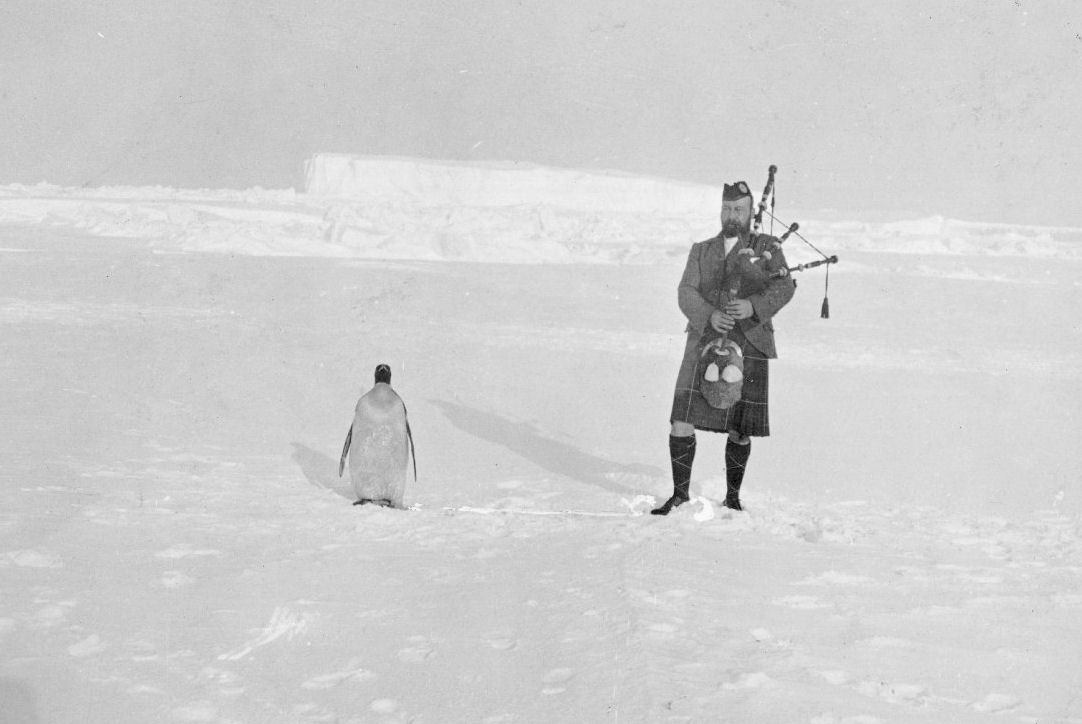
スコットランド国営南極遠征隊の写真、バグパイプを吹くギルバート・カーとペンギン、ブルース撮影

しかし、21世紀に入ってすぐ、ブルースの功績に関する再評価があった。その動機はスコットランド国営南極遠征100周年であり、スコットランドの国としての同一性感覚を新たにするものだった。現代の調査船スコティアによる2003年遠征では、サウスジョージアにおける気候変化を試すための基礎として、ブルースが集めた情報を使った。この遠征はその調査から地球温暖化について「劇的な結論」を予測し、「イギリスの忘れられた極地の英雄ウィリアム・スペアズ・ブルースへの賛辞」としてこの貢献を見ていた。2011年、BBCテレビのニール・オリバーが報告したブルースに関する1時間ドキュメンタリー番組では、ブルースのきめ細かい科学と、そのライバルたちが目指した帝国の威信高揚とを対照させていた。現代の伝記作者ピーター・スピークは2003年に、スコットランド国営南極遠征隊が「南極探検の英雄時代の中で、これまで最も費用対効果のある念入りに練られた科学遠征」であると主張している。
スピークは、ブルースのこの成功に付けこむ努力が失敗した理由を検討し、彼の恥ずかしがりで、孤独で、カリスマ性のない性格と、その「熱心な」スコットランド国粋主義の組み合わせであることを示唆している。ブルースは広告宣伝技術が欠けており、スコットやシャクルトンのようにその仕事を宣伝できなかった。その終生の友は「スコットランドのアザミ（国花）そのものと同じようにトゲがある」と表現していた。フランツ・ジョゼフ・ランドから持ち帰った標本の問題でジャクソンと揉めたように、ブルースが軽率に振る舞うことがあれば、また別の場合には小さな費用のことで王立地理学会と揉めたこともあった。ブルースはクレメンツ・マーカム卿という強力で執念深い敵を作り、当初あった論争の後も長くブルースに対するロンドンの態度に影響した。
ブルースの国粋主義については、スコットランドを他の国と同じ位置づけに置こうとした。その国の誇りは強かった。彼が著した『スコティアの航海』の準備ノートでは、「科学が遠征の護符であるなら、スコットランドはその旗に飾られている」と記していた。その事業の中でスコットランドの性格を強調する例は、その熱情を分け合わない人々には厄介なものだった。しかし、ブルースは自分が率いた人々、および彼のことを長く知っていた人々には尊敬と愛情を保持していた。グラントンの時からブルースを知っていたジョン・アーサー・トムソンはラドモーズ・ブラウンによる1923年の伝記を精査して「我々はブルースが自分についてぼやいているのを聞いたことがない。ただし、彼が幾らかの不公平がなされたと考えたとき、あるいは彼の隊員、仲間、研究室、スコットランドに軽蔑が投げられたとき、彼は耐えることも屈することもしなかった。その後では、彼の穏やかな精神が通常は眠りを保っている火山の姿を垣間見ることになる。」と記していた。

## 原註
1. ↑  
実際にブルースは医学の勉強を始めず、医師としての資格を取らなかった。後のドクターという肩書は名誉学位である
2. ↑  
ブルースがこの一家と親しんだことは後に大きな恩恵となった。数年後の南極遠征では財政的援助をしてくれた
3. ↑  
マーカムの手紙の調子、特に「誤ったライバル関係」というからかいは、その後も長くブルースを苦しめた。1917年に彼の国会議員チャールズ・エドワード・プライスに宛てた手紙では、この言葉を引用していた。このときブルースは極地メダルに対する運動を続けていたSpeak, pp. 129–31
4. ↑  
船と岸の隊員リストについては文献Speak, pp. 67–68を参照
5. ↑  
まだ探検されていなかった南極大陸を、王立地理学会は便宜上4つの地理的区域に分けた。すなわち、ろす、ビクトリア、エンダビー、ウェッデル海である
6. ↑  
この献金は少なくとも2008年換算で150万ポンドの価値があった(Measuring Worth)。ブルースとの関係が知られていないケアードは、ケアード海岸（コーツランドの一部で、以前にブルースが命名した）と命名することでシャクルトンに対する寛大さの報償を受けた。また捕鯨船ジェイムズ・ケアードという船名もあり、シャクルトンがボートでサウスジョージアまで救援に行ったものだった
7. ↑  
この名誉学位に基づき、その後のブルースは「ブルース博士」と呼ばれた。ただし、このような呼び方はイギリスの名誉学位の一般的使われ方ではない。
8. ↑  
トマス・ロバートソン、スコティア船長
9. ↑  
イギリスの記者によるブルースの扱い方の例がHuxley, Scott of the Antarctic, p. 52にある。「ブルースの冒険はスコティアでウェッデル海への航海が簡単に終わった。これも海氷に阻まれ、陸地に到着することなく戻った」

脚注
1. ↑  Speak, pp. 21–23.
2. ↑  Speak, p. 23.
3. 1 2  Speak, pp. 24–25.
4. ↑  Speak, p. 25.
5. ↑  Speak, pp. 28–30.
6. ↑  Speak, p. 29.
7. ↑  Speak, p. 31.
8. ↑  Speak, p. 33.
9. ↑  Letter to H. R. Mill, 31 May 1893, quoted in Speak, p. 34.
10. 1 2  Letter to "Secretaries of the Royal Geographical Society", quoted in Speak, pp. 34–35.
11. ↑  Letter to H. R. Mill, June 1893, quoted in Speak, p. 36.
12. 1 2  Speak, pp. 38–40.
13. ↑  Speak, pp. 41–45.
14. ↑  Speak, p. 44.
15. 1 2  Fleming, pp. 261–62.
16. ↑  Fleming, p. 261.
17. 1 2 3  Speak, pp. 49–51.
18. ↑  Speak, p. 50.
19. ↑  Speak, pp. 50–51.
20. ↑  Speak, p. 51.
21. 1 2  Speak, pp. 52–57.
22. ↑  Goodlad, Voyage of the Scotia.
23. ↑  Speak, p. 54.
24. ↑  Speak, pp. 54–55.
25. ↑  Speak, pp. 56–57.
26. ↑  Speak, p. 57.
27. ↑  Speak, pp. 59–63.
28. ↑  Speak, p. 60.
29. ↑  Gazetteer for Scotland.
30. ↑  Speak, pp. 61–63.
31. 1 2 3 4  Speak, pp. 69–74.
32. ↑  Speak, pp. 71–72.
33. ↑  Speak, p. 72.
34. ↑  Speak, pp. 73–74.
35. ↑  Speak, p. 75.
36. ↑  Speak, pp. 75 and 122.
37. ↑  Rudmose Brown, pp. 6–7.
38. ↑  Speak, p. 79.
39. ↑  Rudmose Brown, p. 33.
40. ↑  Rudmose Brown, pp. 56–65.
41. ↑  Rudmose Brown, p. 98.
42. ↑  Speak, pp. 85–86.
43. ↑  Rudmose Brown, p. 121.
44. ↑  Rudmose Brown, p. 122.
45. 1 2 3  Collingridge, Diary of Climate Change.
46. 1 2 3  Speak, pp. 14–16.
47. 1 2  Speak, p. 96.
48. 1 2 3  Speak, pp. 97–101.
49. ↑  Speak, p. 100.
50. ↑  Bruce, Polar Exploration.
51. ↑  Goodlad, The legacy of Bruce.
52. ↑  Speak, p. 101.
53. ↑  Swinney.
54. 1 2  Speak, pp. 118–23.
55. ↑  Measuring Worth.
56. ↑  Speak, p. 120.
57. ↑  Speak, pp. 122–23.
58. ↑  Huntford, p. 367.
59. ↑  Huntford, pp. 376–67.
60. ↑  Speak, pp. 124–25.
61. 1 2  Goodlad, After the Scotia expedition.
62. ↑  Speak, pp. 104–07.
63. ↑  Speak, p. 104.
64. ↑  Map, Speak, p. 110.
65. ↑  Speak, p. 105.
66. ↑  Speak, pp. 106–07.
67. ↑  Speak, p. 117.
68. ↑  “Medals and Awards, Gold Medal Recipients” (PDF).   Royal Geographical Society. 2016年11月26日閲覧。
69. 1 2  Speak, p. 138.
70. ↑  Speak, p. 108.
71. ↑  Speak, pp. 128–31.
72. ↑  Speak, p. 129.
73. ↑  Speak, pp. 129–31.
74. ↑  Speak, pp. 131–34.
75. ↑  Speak, p. 132.
76. ↑  Speak, pp. 125–26.
77. ↑  Speak, p. 133.
78. ↑  Speak, p. 134.
79. ↑  Speak, p. 135.
80. ↑  BBC, The Last Explorers, Episode 2 of 4, William Speirs Bruce
81. ↑  Speak, p. 14.
82. ↑  Speak, p. 8.
83. ↑  Speak, p. 15.
84. ↑  Speak, p. 128.
85. ↑  Speak, p. 16.
86. ↑  Rudmose Brown, p. xiii.
87. ↑  Speak, pp. 97 and 131.
88. ↑  Speak, p. 59.